# Lý Thân vương (Dận Nhưng)

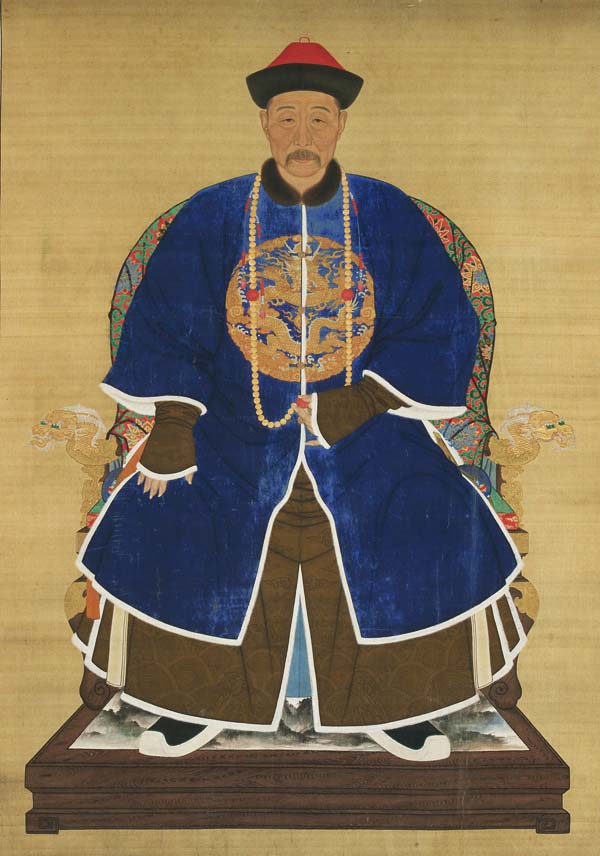
Dận Nhưng (1674 - 1725), thủy tổ của Lý vương phủ

Hòa Thạc Lý Thân vương (tiếng Mãn: ᡥᠣᡧᠣᡳ 
ᡤᡳᠶᠠᠩᡤᠠ 
ᠴᡳᠨ ᠸᠠᠩ, Möllendorff: Hošoi giyangga cin wang, chữ Hán: 和碩理親王), là một tước vị thế tập của triều đại nhà Thanh trong lịch sử Trung Quốc.

## Khái quát
Năm Ung Chính nguyên niên (1723), con trai thứ hai của Dận Nhưng là Hoằng Tích được phong làm Lý Quận vương. Tổng cộng truyền qua tám thế hệ, có chín vị tập tước.

### Thủy tổ
Thủy tổ của Lý vương phủ là Dận Nhưng - con trai thứ hai của Thanh Thánh Tổ Khang Hi Đế. Dận Nhưng được lập làm Hoàng Thái tử vào năm Khang Hi thứ 14 (1675) khi chưa đầy một tuổi, là Thái tử duy nhất của nhà Thanh được hưởng đại điển lập Thái tử. Năm Khang Hi thứ 46 (1707), Dận Nhưng bị phế bỏ tước vị Thái tử vì "Bất hiếu bất nhân". 1 năm sau được khôi phục tước vị Thái tử vì "Đã chữa trị trấn yểm". Năm thứ 51 (1712), lần thứ hai Dận Nhưng bị phế bỏ tước vị Thái tử, vì lý do "Tính điên cuồng không đổi, cực kỳ mất lòng người", u cấm trong Hàm An cung.
Sau khi Ung Chính lên ngôi, đã phong cho con trai thứ hai của Dận Nhưng là Hoằng Tích làm Lý Quận vương, cùng Dận Nhưng chuyển tới Lý vương phủ ở Trịnh Gia trang. Năm 1725, Dận Nhưng qua đời, được truy phong làm Lý Thân vương, thụy hiệu "Mật" (密).

### Ý nghĩa phong hiệu
Phong hiệu ["Lý"] của Hoằng Tích, Mãn văn là 「giyangga」, ý là "Có lý", "Hợp lý".

### Chi hệ
Dận Nhưng có tất cả mười hai con trai, trừ con trai trưởng, con trai thứ tư, thứ năm và thứ tám chết yểu, còn lại tám người con trai đều hình thành nên tám tông chi, chính là con trai thứ hai Hoằng Tích, con trai thứ ba Hoằng Tấn, con trai thứ sáu Hoằng Yến, con trai thứ bảy Hoằng Triều, con trai thứ chín Hoằng Diêu, con trai thứ mười Hoằng Quế, con trai thứ mười một Hoằng Bính và con trai thứ mười hai Hoằng Hoàn. Bởi vì tất cả đều không phải đích xuất, nên con trai do Trắc Phúc tấn sinh ra là Hoằng Tích được tập tước trở thành Đại tông.
Tuy nhiên, về sau Hoằng Tích bị phán tội danh mưu nghịch thời Càn Long, vì vậy Đại tông do hai chi hệ của Hoằng Quế và Hoằng Triều thay nhau thừa tập. Đại tông đời cuối cùng là Dục Chiếu - hậu duệ của Hoằng Triều.

### Kỳ tịch
Dận Nhưng vốn được phong làm Thái tử, luôn thuộc vào Tương Hoàng kỳ. Về sau Dận Nhưng hai lần liền tiếp bị phế đều bị giam trong cung, chưa từng nhắc đến việc nhập kỳ. Vì vậy thời gian phân phong kỳ tịch tịch của Lý vương phủ tương đối không rõ ràng, có lẽ là lúc Ung Chính vừa mới kế vị, Hoằng Tích được phong làm Lý Quận vương. Mặc dù sau này trải qua "đại án" thời Càn Long nhưng kỳ tịch vẫn luôn không thay đổi, cho đến tận thời Thanh mạt, vẫn luôn nằm trong Bát phân. Một chi hệ của Dận Nhưng được phân vào Tương Lam kỳ, thuộc Hữu dực cận chi Tương Lam kỳ Đệ nhị tộc.

### Địa vị
Dận Nhưng vốn là "Đích hệ Đại tông", thừa kế chính thống của Khang Hi Đế, nhưng trải qua "Cửu tử đoạt đích" thời Khang Hi mà dẫn đến bi kịch sau này. Tuy nhiên, vào thời Ung Chính và những năm đầu Càn Long, Lý vương phủ nhận được đãi ngộ tương đối cao: Hoằng Tích được phong làm Quận vương, Hoằng Tấn được phẩm cấp Phụ quốc công, Hoằng Yến, Hoằng Triều, Hoằng Quế và Hoằng Hoàn đều được phong Phụ quốc công. Trong thời gian đó, một nhà có sáu người có tước bị Nhập bát phân, địa vị hiển hách.
Nhưng giữa những năm Càn Long, đi theo "Vụ án Hoằng Tích", cũng như trên đà lợi dụng quét sạch quan thần để tiến hành chuyên chế, Càn Long Đế thưc sự xử lý rất hà khắc hậu duệ của Lý vương phủ. Hoằng Tích mất đi thân phận Đại tông, hậu duệ thành Nhàn tản; Hoằng Tấn, Hoằng Triều và Hoằng Hoàn chỉ vì sai lầm nhỏ mà cũng bị đoạt tước hoặc hàng vị; Hoằng Yến truyền được 3 đời thì tuyệt tự; còn kế tục Đại tông là Hoằng Quế, sau 4 đời cũng phải đem Đại tông địa vị giao cho hậu duệ của Hoằng Triều.

### Danh sĩ
Trong hậu duệ của Lý vương phủ, tương đối nổi danh có thể nhắc đến Hoằng Tích và Phúc Côn.
Hoằng Tích là con trai thứ hai của Dận Nhưng (tuy nhiên trên thực tế là con trai trưởng vì trưởng tử của Dận Nhưng mất sớm, chưa kịp đặt tên). Bởi vì Đích Phúc tấn Qua Nhĩ Giai thị không có con, nên con trai trưởng do Trắc Phúc tấn Lý Giai thị sinh ra là Hoằng Tích có địa vị tương đương với đích tử. Năm Càn Long thứ 4 (1739), xảy ra "Vụ án Hoằng Tích", Hoằng Tích bị gán tội danh mưu nghịch, tước bỏ đi tư cách Tông thất, đổi tên thành "Tứ Thập Lục", quyển cấm ở Đông Quả viên thuộc Cảnh Sơn. Năm thứ 43 (1778), Hoằng Tích và hậu duệ được khôi phục thân phận Tông thất, tiếp tục được nhập vào Ngọc điệp.
Phúc Côn (福锟), tự Chẩm Đỉnh (箴庭), cháu đời thứ sáu của Dận Nhưng, con trai thứ hai của Tái Diệu (载耀) - con trai thứ hai của Dĩ cách Trấn quốc công Dịch Hạo. Năm Hàm Phong thứ 8 (1858), Phúc Côn trúng cử, 1 năm sau trở thành Đệ nhị giáp Tiến sĩ, nhiều lần đảm nhậm các chức vụ trong Lại bộ. Những năm Quang Tự, Phúc Côn từ Thái bộc Tự khanh nhiều lần đảm nhiệm các chức vụ trong bốn bộ Binh, Hình, Hộ, Công, về sau nhậm Hiệp biện Đại học sĩ, Thể Nhân các Đại học sĩ, được ban hàm Thái tử Thái bảo. Sau khi qua đời, được truy thụy "Văn Thuận" (文慎). Có địa vị rất cao thời Quang Tự, thường được xưng là "Phúc Trung đường".

### Phủ đệ
Lý vương phủ có hai tòa phủ đệ.
Một tòa ở Trịnh Gia trang thuộc Xương Bình, là tòa Vương phủ của Tông thất nhà Thanh duy nhất không nằm trong phạm vi kinh sư, nghe nói là do chính Khang Hi Đế cho xây dựng ngay sau khi ra chỉ phế truất Dận Nhưng lần thứ hai. Sau khi Dận Nhưng qua đời, Hoằng Tích tiếp tục ở lại cho đến khi bị nghị tội.
Một tòa khác thuộc về chi hệ của Hoằng Quế, vốn là tiểu tông trở thành đại tông, nằm ở phố nhỏ Vương đại nhân (王大人胡同) thuộc Bắc Tân kiều Tam điều (北新桥三条) của khu phố Bắc Tân kiều (北新桥) thuộc khu Đông Thành (东城区), trung tâm của Bắc Kinh, gần với Tử Cấm Thành. Tòa phủ đệ này quy mô cực nhỏ, kiến trúc cục xúc.

### Viên tẩm
Viên tẩm của Dận Nhưng, Dận Thì và Dận Trinh nằm ở cùng một nơi, đều ở phía Tây của Thanh Đông lăng, dưới chân núi Hoàng Hoa, là nơi có tất cả sáu viên tẩm của các Hoàng tử, hiện nay còn rất ít di tích.
Mộ phần Hoằng Tích, Hoằng Tấn và Hoằng Bính đều nằm ở Sa Hà trấn thuộc Xương Bình, tức nghĩa trang thuộc về Lý vương phủ.
Một phần của một chi Hoằng Quế đều nằm ở thôn Trưởng Điếm, xã Kiêm Trản thuộc khu Triều Dương. Trước mắt, di tích có thể thấy được không nhiều.

## Lý Thân vương
Thứ tự thừa kế Lý vương phủ. Số năm lần lượt là năm sinh, năm thừa tước, năm mất; in đậm là khoảng thời gian thụ tước:
1. Lý Mật Thân vương Dận Nhưng (胤礽)
1674 - 1725 (Được truy phong năm 1725)
2. Dĩ cách Lý Thân vương Hoằng Tích (弘晳)
1694 - 1723 - 1730 - 1739 – 1742
3. Lý Khác Quận vương Hoằng Quế (弘㬙)
1718 - 1739 - 1780
4. Bối lặc Vĩnh Ái (永曖)
1742 - 1780 - 1788
5. Bối tử Miên Phổ (綿溥)
1766 - 1789 - 1801
6. Dĩ cách Phụng ân Phụ quốc công Dịch Hạo (奕灝)
1784 - 1801 - 1830 - 1838 – 1843
7. Phụng ân Phụ quốc công Tái Khoan (載寬)
1813 - 1830 - 1838
8. Phụng ân Phụ quốc công Tái Đại (載岱)
1802 - 1839 - 1874
9. Phụng ân Phụ quốc công Phổ Phong (溥豐)
1829 - 1875 - 1896
10. Phụng ân Phụ quốc công Dục Chiếu (毓炤)
1883 - 1896 - ?

### Hoằng Tấn chi hệ
- Truy phong: Phụng ân Phụ quốc công Hoằng Tấn (弘晉), con trai thứ ba của Doãn Nhưng, truy phong năm 1717.
- 1736 - 1787: Phụng ân Phụ quốc công Vĩnh Kính (永璥), con trai thứ ba của Hoằng Tấn.

### Hoằng Yến chi hệ
- 1728 - 1750: Phụng ân Phụ quốc Khác Hi công Hoằng Yến (弘曣), con trai thứ sáu của Doãn Nhưng. Sau khi qua đời được truy thụy "Khác Hi" (恪僖).
- 1750 - 1787: Phụng ân Phụ quốc Khác Cần công Vĩnh Vĩ (永瑋), con trai trưởng của Hoằng Yến. Sau khi qua đời được truy thụy Khác Cần (恪勤).
- 1788 - 1806: Phụng ân Phụ quốc công Miên Tá (綿佐), con trai thứ năm của Vĩnh Vĩ.
- 1807 - 1817: Bất nhập bát phân Phụ quốc công Dịch Chất (奕質), con trai trưởng của Miên Tá.

#### Miên Tuấn chi hệ
- 1770 - 1790: Tam đẳng Phụng quốc Tướng quân Miên Tuấn (綿俊), con trai trưởng của Vĩnh Vĩ. Năm 1790 cáo thối.
- 1790 - 1848: Phụng ân Tướng quân Dịch Trạch (奕澤), con trai trưởng của Miên Tuấn.
- 1849 - 1885: Phụng ân Tướng quân Tái Phổ (載普), con trai thứ ba của Dịch Trạch.
- 1885 - ?: Phụng ân Tướng quân Dục Khoan (毓寬), cháu nội của Tái Phổ, con trai thứ hai của Phổ Vinh (溥榮).

#### Miên Khản chi hệ
- 1770 - 1797: Phụng ân Tướng quân Miên Khản (綿侃), con trai thứ hai của Vĩnh Vĩ, vô tự.

#### Miên Tá chi hệ
- 1779 - 1788: Tam đẳng Phụ quốc Tướng quân Miên Tá (綿佐), con trai thứ năm của Vĩnh Vĩ. Năm 1788 tập Phụng ân Phụ quốc công.

#### Dịch Tán chi hệ
- 1812 - 1869: Phụng ân Tướng quân Dịch Tán (奕贊), con trai thứ ba của Miên Tá, vô tự.

### Hoằng Triều chi hệ
- 1734 - 1769: Dĩ cách Phụng ân Phụ quốc công Hoằng Triều (弘晀), con trai thứ bảy của Doãn Nhưng. Năm 1769 cách thối.

#### Vĩnh Tăng chi hệ
- 1757 - 1779: Phụng ân Tướng quân Vĩnh Tăng (永增), con trai trưởng của Hoằng Triều.
- 1780 - 1802: Dĩ cách Phụng ân Tướng quân Miên Điệt (綿瓞), con trai thứ hai của Vĩnh Tăng. Năm 1802 cách thối.

#### Vĩnh Đăng chi hệ
- 1761 - 1770: Tam đẳng Phụng quốc Tướng quân Vĩnh Đăng (永璒), con trai thứ tư của Hoằng Triều.
- 1771 - 1832: Phụng ân Tướng quân Miên Bạc (綿瓝), con trai trưởng của Vĩnh Đăng.
- 1832 - 1839: Phụng ân Tướng quân Tái Đại (載岱), cháu nội của Miên Bạc, con trai trưởng của Dịch Chi. Năm 1839 tập Phụng ân Phụ quốc công.

#### Vĩnh Mân chi hệ
- 1761 - 1764: Nhị đẳng Phụng quốc Tướng quân Vĩnh Mân (永砇), con trai thứ năm của Hoằng Triều.
- 1764 - 1811: Phụng ân Tướng quân Miên Bổng (綿𤫬), con trai thứ hai của Vĩnh Mân.
- 1816 - 1851: Phụng ân Tướng quân Dịch Cẩm (奕錦), con trai thứ ba của Miên Bổng. Năm 1851 cáo thối.
- 1851 - 1861: Dĩ cách Phụng ân Tướng quân Tái Tích (載績), con trai trưởng của Dịch Cẩm. Năm 1861 cách thối.

#### Vĩnh Hà chi hệ
- 1761 - 1821: Nhị đẳng Phụng quốc Tướng quân Vĩnh Hà (永遐), con trai thứ bảy của Hoằng Triều.

#### Miên Liệt chi hệ
- 1784 - 1816: Phụng ân Tướng quân Miên Liệt (綿烈), con trai trưởng của Vĩnh Hà.
- 1817 - 1842: Phụng ân Tướng quân Dịch Đản (奕亶), con trai thứ hai của Miên Liệt, vô tự.

### Hoằng Hoàn chi hệ
- 1738 - 1775: Phụng ân Phụ quốc công Hoằng Hoàn (弘晥), con trai thứ mười hai của Doãn Nhưng.
- 1775 - 1778: Bất nhập bát phân Phụ quốc công Vĩnh Hạo (永浩), con trai thứ hai của Hoằng Hoàn.

### Hoằng Tích chi hệ
- 1736 - 1739: Phụng ân Phụ quốc công Hoằng Tích, con trai thứ mười của Doãn Nhưng. Năm 1739 tập Lý Quận vương.

### Vĩnh Ái chi hệ
- 1770 - 1780: Tam đẳng Phụ quốc Tướng quân Vĩnh Ái, con trai trưởng của Hoằng Tích. Năm 1780 tập Bối lặc.

### Vĩnh Dục chi hệ
- 1775 - 1794: Tam đẳng Phụng quốc Tướng quân Vĩnh Dục (永育), con trai thứ hai của Hoằng Tích.
- 1795 - 1858: Phụng ân Tướng quân Miên Vân (綿澐), con trai thứ ba của Vĩnh Dục.
- 1858 - 1888: Phụng ân Tướng quân Dịch Đường (奕堂), con trai thứ ba của Miên Vân.
- 1888 - 1888: Phụng ân Tướng quân Tái Ngọc (載鈺), con trai thứ hai của Dịch Đường.

### Vĩnh Chuẩn chi hệ
- 1790 - 1817: Nhất đẳng Phụ quốc Tướng quân Vĩnh Chuẩn (永準), con trai thứ năm của Hoằng Tích, vô tự.

### Dịch Khôi chi hệ
- 1809 - 1818: Tam đẳng Trấn quốc Tướng quân Dịch Khôi (奕魁), con trai thứ hai của Miên Phổ.
- 1818 - 1827: Phụ quốc Tướng quân Tái Tú (載鏽), con trai trưởng của Dịch Khôi, vô tự.

### Tái Thụ chi hệ
- 1831 - 1848: Phụ quốc Tướng quân Tái Thụ, con trai trưởng của Dịch Hạo.
- 1849 - 1888: Phụng quốc Tướng quân Phúc Tồn, con trai thứ hai của Tái Thụ.
- 1889 - 1909: Phụng quốc Tướng quân Dục Quân, con trai trưởng của Phúc Tồn, vô tự.

### Phổ Phong chi hệ
- 1850 - 1875: Nhị đẳng Phụ quốc Tướng quân Phổ Phong (溥豐), con trai trưởng của Tái Đại. Năm 1875 tập Phụng ân Phụ quốc công.

### Phổ Thịnh chi hệ
- 1821 - 1891: Nhị đẳng Phụ quốc Tướng quân Phổ Thịnh (溥盛), con trai thứ hai của Tái Đại. Năm 1891 cáo thối.
- 1891 - 1923: Phụng quốc Tướng quân Dục Hữu (毓佑), con trai thứ ba của Phổ Thịnh.

### Phổ Trưng chi hệ
- 1857 - 1889: Phụ quốc Tướng quân Phổ Trưng (溥徵), con trai thứ ba của Tái Đại.
- 1889 - ?: Phụng quốc Tướng quân Dục Thường (毓鏛), con trai trưởng của Phổ Trưng.

### Phổ Duệ chi hệ
- 1886 - 1895: Nhất đẳng Phụng quốc Tướng quân Phổ Duệ (溥銳), con trai thứ sáu của Tái Đại, vô tự.

## Phả hệ Lý Thân vương
|  |  |                                                            |                                                            |                                                            |                                                            |                                                            |                                                            |  |  |                                                        |                                                        |                                                        |                                                        |                                                        |                                                        |  |  |                                                                   |                                                                   | Quá kế                                                            |                                                                   |                                                                   |                                                                   |  |  |  |  |  |  |  |  |  |  |  |  |  |  |  |  |  |  |  |  |
|  |  |                                                            |                                                            |                                                            |                                                            |                                                            |                                                            |  |  | Lý Mật Thân vương Doãn Nhưng 1674 - 1725               |                                                        |                                                        |                                                        |                                                        |                                                        |  |  |                                                                   |                                                                   |                                                                   |                                                                   |                                                                   |                                                                   |  |  |  |  |  |  |  |  |  |  |  |  |  |  |  |  |  |  |  |  |
|  |  |                                                            |                                                            |                                                            |                                                            |                                                            |                                                            |  |  |                                                        |                                                        |                                                        |                                                        |                                                        |                                                        |  |  |                                                                   |                                                                   |                                                                   |                                                                   |                                                                   |                                                                   |  |  |  |  |  |  |  |  |  |  |  |  |  |  |  |  |  |  |  |  |
|  |  |                                                            |                                                            |                                                            |                                                            |                                                            |                                                            |  |  |                                                        |                                                        |                                                        |                                                        |                                                        |                                                        |  |  |                                                                   |                                                                   |                                                                   |                                                                   |                                                                   |                                                                   |  |  |  |  |  |  |  |  |  |  |  |  |  |  |  |  |  |  |  |  |
|  |  | Dĩ cách Lý Thân vương Hoằng Tích 1694 - 1723 - 1739 - 1742 | Dĩ cách Lý Thân vương Hoằng Tích 1694 - 1723 - 1739 - 1742 | Dĩ cách Lý Thân vương Hoằng Tích 1694 - 1723 - 1739 - 1742 | Dĩ cách Lý Thân vương Hoằng Tích 1694 - 1723 - 1739 - 1742 | Dĩ cách Lý Thân vương Hoằng Tích 1694 - 1723 - 1739 - 1742 | Dĩ cách Lý Thân vương Hoằng Tích 1694 - 1723 - 1739 - 1742 |  |  | Dĩ cách Phụng ân Phụ quốc công Hoằng Triều 1714 - 1774 | Dĩ cách Phụng ân Phụ quốc công Hoằng Triều 1714 - 1774 | Dĩ cách Phụng ân Phụ quốc công Hoằng Triều 1714 - 1774 | Dĩ cách Phụng ân Phụ quốc công Hoằng Triều 1714 - 1774 | Dĩ cách Phụng ân Phụ quốc công Hoằng Triều 1714 - 1774 | Dĩ cách Phụng ân Phụ quốc công Hoằng Triều 1714 - 1774 |  |  | Lý Khác Quận vương Hoằng Quế 1718 - 1739 - 1780                   | Lý Khác Quận vương Hoằng Quế 1718 - 1739 - 1780                   | Lý Khác Quận vương Hoằng Quế 1718 - 1739 - 1780                   | Lý Khác Quận vương Hoằng Quế 1718 - 1739 - 1780                   | Lý Khác Quận vương Hoằng Quế 1718 - 1739 - 1780                   | Lý Khác Quận vương Hoằng Quế 1718 - 1739 - 1780                   |  |  |  |  |  |  |  |  |  |  |  |  |  |  |  |  |  |  |  |  |
|  |  | Dĩ cách Lý Thân vương Hoằng Tích 1694 - 1723 - 1739 - 1742 | Dĩ cách Lý Thân vương Hoằng Tích 1694 - 1723 - 1739 - 1742 | Dĩ cách Lý Thân vương Hoằng Tích 1694 - 1723 - 1739 - 1742 | Dĩ cách Lý Thân vương Hoằng Tích 1694 - 1723 - 1739 - 1742 | Dĩ cách Lý Thân vương Hoằng Tích 1694 - 1723 - 1739 - 1742 | Dĩ cách Lý Thân vương Hoằng Tích 1694 - 1723 - 1739 - 1742 |  |  | Dĩ cách Phụng ân Phụ quốc công Hoằng Triều 1714 - 1774 | Dĩ cách Phụng ân Phụ quốc công Hoằng Triều 1714 - 1774 | Dĩ cách Phụng ân Phụ quốc công Hoằng Triều 1714 - 1774 | Dĩ cách Phụng ân Phụ quốc công Hoằng Triều 1714 - 1774 | Dĩ cách Phụng ân Phụ quốc công Hoằng Triều 1714 - 1774 | Dĩ cách Phụng ân Phụ quốc công Hoằng Triều 1714 - 1774 |  |  | Lý Khác Quận vương Hoằng Quế 1718 - 1739 - 1780                   | Lý Khác Quận vương Hoằng Quế 1718 - 1739 - 1780                   | Lý Khác Quận vương Hoằng Quế 1718 - 1739 - 1780                   | Lý Khác Quận vương Hoằng Quế 1718 - 1739 - 1780                   | Lý Khác Quận vương Hoằng Quế 1718 - 1739 - 1780                   | Lý Khác Quận vương Hoằng Quế 1718 - 1739 - 1780                   |  |  |  |  |  |  |  |  |  |  |  |  |  |  |  |  |  |  |  |  |
|  |  |                                                            |                                                            |                                                            |                                                            |                                                            |                                                            |  |  | Tam đẳng Phụng quốc Tướng quân Vĩnh Đăng 1740 - 1770   | Tam đẳng Phụng quốc Tướng quân Vĩnh Đăng 1740 - 1770   | Tam đẳng Phụng quốc Tướng quân Vĩnh Đăng 1740 - 1770   | Tam đẳng Phụng quốc Tướng quân Vĩnh Đăng 1740 - 1770   | Tam đẳng Phụng quốc Tướng quân Vĩnh Đăng 1740 - 1770   | Tam đẳng Phụng quốc Tướng quân Vĩnh Đăng 1740 - 1770   |  |  | Bối lặc Vĩnh Ái 1742 - 1780 - 1788                                | Bối lặc Vĩnh Ái 1742 - 1780 - 1788                                | Bối lặc Vĩnh Ái 1742 - 1780 - 1788                                | Bối lặc Vĩnh Ái 1742 - 1780 - 1788                                | Bối lặc Vĩnh Ái 1742 - 1780 - 1788                                | Bối lặc Vĩnh Ái 1742 - 1780 - 1788                                |  |  |  |  |  |  |  |  |  |  |  |  |  |  |  |  |  |  |  |  |
|  |  |                                                            |                                                            |                                                            |                                                            |                                                            |                                                            |  |  | Tam đẳng Phụng quốc Tướng quân Vĩnh Đăng 1740 - 1770   | Tam đẳng Phụng quốc Tướng quân Vĩnh Đăng 1740 - 1770   | Tam đẳng Phụng quốc Tướng quân Vĩnh Đăng 1740 - 1770   | Tam đẳng Phụng quốc Tướng quân Vĩnh Đăng 1740 - 1770   | Tam đẳng Phụng quốc Tướng quân Vĩnh Đăng 1740 - 1770   | Tam đẳng Phụng quốc Tướng quân Vĩnh Đăng 1740 - 1770   |  |  | Bối lặc Vĩnh Ái 1742 - 1780 - 1788                                | Bối lặc Vĩnh Ái 1742 - 1780 - 1788                                | Bối lặc Vĩnh Ái 1742 - 1780 - 1788                                | Bối lặc Vĩnh Ái 1742 - 1780 - 1788                                | Bối lặc Vĩnh Ái 1742 - 1780 - 1788                                | Bối lặc Vĩnh Ái 1742 - 1780 - 1788                                |  |  |  |  |  |  |  |  |  |  |  |  |  |  |  |  |  |  |  |  |
|  |  |                                                            |                                                            |                                                            |                                                            |                                                            |                                                            |  |  | Phụng ân Tướng quân Miên Bạc 1759 - 1832               | Phụng ân Tướng quân Miên Bạc 1759 - 1832               | Phụng ân Tướng quân Miên Bạc 1759 - 1832               | Phụng ân Tướng quân Miên Bạc 1759 - 1832               | Phụng ân Tướng quân Miên Bạc 1759 - 1832               | Phụng ân Tướng quân Miên Bạc 1759 - 1832               |  |  | Bối tử Miên Phổ 1766 - 1789 - 1801                                | Bối tử Miên Phổ 1766 - 1789 - 1801                                | Bối tử Miên Phổ 1766 - 1789 - 1801                                | Bối tử Miên Phổ 1766 - 1789 - 1801                                | Bối tử Miên Phổ 1766 - 1789 - 1801                                | Bối tử Miên Phổ 1766 - 1789 - 1801                                |  |  |  |  |  |  |  |  |  |  |  |  |  |  |  |  |  |  |  |  |
|  |  |                                                            |                                                            |                                                            |                                                            |                                                            |                                                            |  |  | Phụng ân Tướng quân Miên Bạc 1759 - 1832               | Phụng ân Tướng quân Miên Bạc 1759 - 1832               | Phụng ân Tướng quân Miên Bạc 1759 - 1832               | Phụng ân Tướng quân Miên Bạc 1759 - 1832               | Phụng ân Tướng quân Miên Bạc 1759 - 1832               | Phụng ân Tướng quân Miên Bạc 1759 - 1832               |  |  | Bối tử Miên Phổ 1766 - 1789 - 1801                                | Bối tử Miên Phổ 1766 - 1789 - 1801                                | Bối tử Miên Phổ 1766 - 1789 - 1801                                | Bối tử Miên Phổ 1766 - 1789 - 1801                                | Bối tử Miên Phổ 1766 - 1789 - 1801                                | Bối tử Miên Phổ 1766 - 1789 - 1801                                |  |  |  |  |  |  |  |  |  |  |  |  |  |  |  |  |  |  |  |  |
|  |  |                                                            |                                                            |                                                            |                                                            |                                                            |                                                            |  |  | Dịch Chi 1779 - 1814                                   | Dịch Chi 1779 - 1814                                   | Dịch Chi 1779 - 1814                                   | Dịch Chi 1779 - 1814                                   | Dịch Chi 1779 - 1814                                   | Dịch Chi 1779 - 1814                                   |  |  | Phụng ân Trấn quốc công Dịch Hạo 1784 - 1801 - 1830 - 1838 - 1843 | Phụng ân Trấn quốc công Dịch Hạo 1784 - 1801 - 1830 - 1838 - 1843 | Phụng ân Trấn quốc công Dịch Hạo 1784 - 1801 - 1830 - 1838 - 1843 | Phụng ân Trấn quốc công Dịch Hạo 1784 - 1801 - 1830 - 1838 - 1843 | Phụng ân Trấn quốc công Dịch Hạo 1784 - 1801 - 1830 - 1838 - 1843 | Phụng ân Trấn quốc công Dịch Hạo 1784 - 1801 - 1830 - 1838 - 1843 |  |  |  |  |  |  |  |  |  |  |  |  |  |  |  |  |  |  |  |  |
|  |  |                                                            |                                                            |                                                            |                                                            |                                                            |                                                            |  |  | Dịch Chi 1779 - 1814                                   | Dịch Chi 1779 - 1814                                   | Dịch Chi 1779 - 1814                                   | Dịch Chi 1779 - 1814                                   | Dịch Chi 1779 - 1814                                   | Dịch Chi 1779 - 1814                                   |  |  | Phụng ân Trấn quốc công Dịch Hạo 1784 - 1801 - 1830 - 1838 - 1843 | Phụng ân Trấn quốc công Dịch Hạo 1784 - 1801 - 1830 - 1838 - 1843 | Phụng ân Trấn quốc công Dịch Hạo 1784 - 1801 - 1830 - 1838 - 1843 | Phụng ân Trấn quốc công Dịch Hạo 1784 - 1801 - 1830 - 1838 - 1843 | Phụng ân Trấn quốc công Dịch Hạo 1784 - 1801 - 1830 - 1838 - 1843 | Phụng ân Trấn quốc công Dịch Hạo 1784 - 1801 - 1830 - 1838 - 1843 |  |  |  |  |  |  |  |  |  |  |  |  |  |  |  |  |  |  |  |  |
|  |  |                                                            |                                                            |                                                            |                                                            |                                                            |                                                            |  |  | Phụng ân Phụ quốc công Tái Đại 1802 - 1839 - 1874      | Phụng ân Phụ quốc công Tái Đại 1802 - 1839 - 1874      | Phụng ân Phụ quốc công Tái Đại 1802 - 1839 - 1874      | Phụng ân Phụ quốc công Tái Đại 1802 - 1839 - 1874      | Phụng ân Phụ quốc công Tái Đại 1802 - 1839 - 1874      | Phụng ân Phụ quốc công Tái Đại 1802 - 1839 - 1874      |  |  | Phụng ân Phụ quốc công Tái Khoan 1813 - 1830 - 1838               | Phụng ân Phụ quốc công Tái Khoan 1813 - 1830 - 1838               | Phụng ân Phụ quốc công Tái Khoan 1813 - 1830 - 1838               | Phụng ân Phụ quốc công Tái Khoan 1813 - 1830 - 1838               | Phụng ân Phụ quốc công Tái Khoan 1813 - 1830 - 1838               | Phụng ân Phụ quốc công Tái Khoan 1813 - 1830 - 1838               |  |  |  |  |  |  |  |  |  |  |  |  |  |  |  |  |  |  |  |  |
|  |  |                                                            |                                                            |                                                            |                                                            |                                                            |                                                            |  |  | Phụng ân Phụ quốc công Tái Đại 1802 - 1839 - 1874      | Phụng ân Phụ quốc công Tái Đại 1802 - 1839 - 1874      | Phụng ân Phụ quốc công Tái Đại 1802 - 1839 - 1874      | Phụng ân Phụ quốc công Tái Đại 1802 - 1839 - 1874      | Phụng ân Phụ quốc công Tái Đại 1802 - 1839 - 1874      | Phụng ân Phụ quốc công Tái Đại 1802 - 1839 - 1874      |  |  | Phụng ân Phụ quốc công Tái Khoan 1813 - 1830 - 1838               | Phụng ân Phụ quốc công Tái Khoan 1813 - 1830 - 1838               | Phụng ân Phụ quốc công Tái Khoan 1813 - 1830 - 1838               | Phụng ân Phụ quốc công Tái Khoan 1813 - 1830 - 1838               | Phụng ân Phụ quốc công Tái Khoan 1813 - 1830 - 1838               | Phụng ân Phụ quốc công Tái Khoan 1813 - 1830 - 1838               |  |  |  |  |  |  |  |  |  |  |  |  |  |  |  |  |  |  |  |  |
|  |  |                                                            |                                                            |                                                            |                                                            |                                                            |                                                            |  |  | Phụng ân Phụ quốc công Phổ Phong 1829 - 1875 - 1896    |                                                        |                                                        |                                                        |                                                        |                                                        |  |  |                                                                   |                                                                   |                                                                   |                                                                   |                                                                   |                                                                   |  |  |  |  |  |  |  |  |  |  |  |  |  |  |  |  |  |  |  |  |
|  |  |                                                            |                                                            |                                                            |                                                            |                                                            |                                                            |  |  |                                                        |                                                        |                                                        |                                                        |                                                        |                                                        |  |  |                                                                   |                                                                   |                                                                   |                                                                   |                                                                   |                                                                   |  |  |  |  |  |  |  |  |  |  |  |  |  |  |  |  |  |  |  |  |
|  |  |                                                            |                                                            |                                                            |                                                            |                                                            |                                                            |  |  | Phụng ân Phụ quốc công Dục Chiếu 1883 - 1896 - ?       |                                                        |                                                        |                                                        |                                                        |                                                        |  |  |                                                                   |                                                                   |                                                                   |                                                                   |                                                                   |                                                                   |  |  |  |  |  |  |  |  |  |  |  |  |  |  |  |  |  |  |  |  |
|  |  |                                                            |                                                            |                                                            |                                                            |                                                            |                                                            |  |  |                                                        |                                                        |                                                        |                                                        |                                                        |                                                        |  |  |                                                                   |                                                                   |                                                                   |                                                                   |                                                                   |                                                                   |  |  |  |  |  |  |  |  |  |  |  |  |  |  |  |  |  |  |  |  |
|  |  |                                                            |                                                            |                                                            |                                                            |                                                            |                                                            |  |  | Hằng Thụy 1934 - 1936                                  |                                                        |                                                        |                                                        |                                                        |                                                        |  |  |                                                                   |                                                                   |                                                                   |                                                                   |                                                                   |                                                                   |  |  |  |  |  |  |  |  |  |  |  |  |  |  |  |  |  |  |  |  |